# استیو لانگن
استیون مارک "استیو" لانگن (متولد ۱۹۵۶) بیزنس‌من، نویسنده آمریکایی و شهردار سابق بوگوتا، نیوجرسی از ۱۹۹۵ تا ۲۰۰۷ است. او که عضو حزب جمهوریخواه است مدیر ایالتی شاخه نیوجرسی امریکنز فور پراسپریتی و کاندید مقدماتی جمهوریخواه برای فرمانداری نیوجرسی در ۲۰۰۵ و ۲۰۰۹ بود. او کاندید حزب جمهوریخوه در انتخابات ویژه اکتبر ۲۰۱۳ برای کرسی نیوجرسی در سنای ایالات متحده در پی مرگ فرانک لاتنبرگ است.

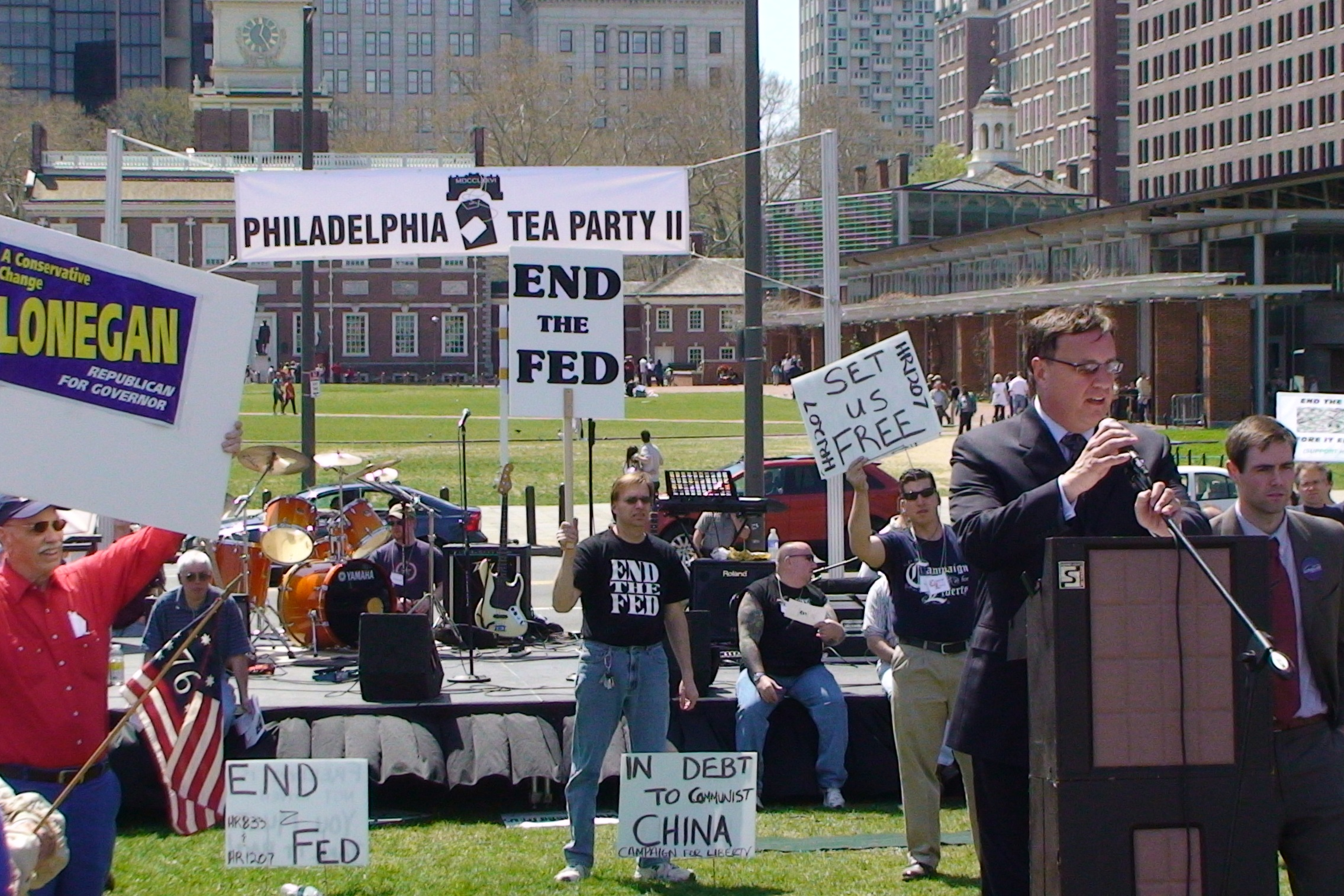